# McCune–Reischauer
Hệ thống chuyển tự McCune–Reischauer là một trong hai hệ thống Latinh hóa tiếng Triều Tiên đang được sử dụng phổ biến nhất hiện nay. Hệ thống còn lại là Romaja quốc ngữ, được Hàn Quốc sử dụng thay thế cho hệ thống McCune–Reischauer (có sửa đổi) kể từ năm 2000. Một biến thể khác của hệ thống McCune–Reischauer hiện được sử dụng làm hệ thống chuyển tự chính thức tại Cộng hòa Dân chủ Nhân dân Triều Tiên.
Hệ thống chuyển tự này được sáng tạo năm 1937, bởi hai người Mỹ, George M. McCune và Edwin O. Reischauer. Ngoài một số ngoại lệ, hệ thống này không cố gắng chuyển tự hoàn toàn tiếng Triều Tiên mà tìm cách thể hiện cách phát âm. McCune–Reischauer được sử dụng rộng rãi bên ngoài Triều Tiên. Một biến thể của hệ thống đã được dùng làm hệ thống chuyển tự Latinh chính thức ở Hàn Quốc từ năm 1984 đến năm 2000.

## Cách chuyển tự
Dưới đây là hướng dẫn ngắn về hệ thống McCune–Reischauer. Nó rất có ích khi chuyển tự tên gọi nhưng không phải lúc nào cũng đúng với mọi từ vì một số chữ cái tiếng Triều Tiên được phát âm khác khi thay đổi vị trí.

### Nguyên âm
| 모음      | ㅏ | ㅑ | ㅓ | ㅕ | ㅗ | ㅛ | ㅜ | ㅠ | ㅡ | ㅣ | ㅘ | ㅝ | ㅐ | ㅔ  | ㅚ | ㅟ | ㅢ | ㅙ  | ㅞ | ㅒ  | ㅖ |
| Nguyên âm | a  | ya | ŏ  | yŏ | o  | yo | u  | yu | ŭ  | i  | wa | wŏ | ae | e * | oe | wi | ŭi | wae | we | yae | ye |

* e – sẽ được viết là ë nếu đứng sau ㅏ và ㅗ

### Phụ âm
|             |       | Phụ âm đầu | Phụ âm đầu | Phụ âm đầu | Phụ âm đầu | Phụ âm đầu | Phụ âm đầu | Phụ âm đầu | Phụ âm đầu | Phụ âm đầu | Phụ âm đầu | Phụ âm đầu | Phụ âm đầu | Phụ âm đầu | Phụ âm đầu |
| ----------- | ----- | ---------- | ---------- | ---------- | ---------- | ---------- | ---------- | ---------- | ---------- | ---------- | ---------- | ---------- | ---------- | ---------- | ---------- |
|             |       | ㅇ (†)     | ㄱ K       | ㄴ N       | ㄷ T       | ㄹ (R)     | ㅁ M       | ㅂ P       | ㅅ S       | ㅈ CH/J    | ㅊ CH'     | ㅋ K'      | ㅌ T'      | ㅍ P'      | ㅎ H       |
| Phụ âm đuôi | ㅇ NG | NG         | NGG        | NGN        | NGD        | NGN        | NGM        | NGB        | NGS        | NGJ        | NGCH'      | NGK'       | NGT'       | NGP'       | NGH        |
| Phụ âm đuôi | ㄱ K  | G          | KK         | NGN        | KT         | NGN        | NGM        | KP         | KS         | KCH        | KCH'       | KK'        | KT'        | KP'        | KH         |
| Phụ âm đuôi | ㄴ N  | N          | N'G        | NN         | ND         | LL         | NM         | NB         | NS         | NJ         | NCH'       | NK'        | NT'        | NP'        | NH         |
| Phụ âm đuôi | ㄹ L  | R          | LG         | LL         | LD         | LL         | LM         | LB         | LS         | LCH        | LCH'       | LK'        | LT'        | LP'        | RH         |
| Phụ âm đuôi | ㅁ M  | M          | MG         | MN         | MD         | MN         | MM         | MB         | MS         | MJ         | MCH'       | MK'        | MT'        | MP'        | MH         |
| Phụ âm đuôi | ㅂ P  | B          | PK         | MN         | PT         | MN         | MM         | PP         | PS         | PCH        | PCH'       | PK'        | PT'        | PP'        | PH         |

† Phụ âm đầu đứng trước nguyên âm để biểu thị thiếu âm.
Một cách cơ bản, để quyết định khi nào dùng g hay k, b hay p, d hay t và j hay ch, ta sẽ dùng g, b, d hay j nếu là hữu thanh, và k, p, t hay ch nếu vô thanh. Các phát âm dạng như vậy sẽ ưu tiên hơn quy luật ở bảng trên.
Phụ âm kép
- ㄲ kk
- ㄸ tt
- ㅃ pp
- ㅆ ss
- ㅉ tch
- ㄳ ks(h)
- ㄵ nj
- ㄶ n
- ㄺ lg
- ㄻ lm
- ㄼ lb
- ㄽ ls(h)
- ㄾ lt
- ㄿ lp'
- ㅀ l
- ㅄ bs

### Ví dụ
Ví dụ đơn giản:
- 부산 Pusan
- 못하다 mothada
- 먹다 mŏkta
- 먹었다 mŏgŏtta

Ví dụ về âm đọc lướt:
- 연락 yŏllak
- 한국말 Han'gungmal
- 먹는군요 mŏngnŭn'gunyo
- 역량 yŏngnyang
- 십리 simni
- 같이 kach'i
- 않다 ant'a

Ví dụ khi phát âm được ưu tiên:
- 漢字 (한자) hancha (phát âm: 한짜 hantcha), Sino-Korean character (cf. 한 字 (한 자) han ja, "one letter (one character)")
- 外科 (외과) oekwa (phát âm: 외꽈 oekkwa), surgery (cf. 外踝 (외과) oegwa, "outer anklebone")
- 안다 anta (phát âm: 안따 antta) and its conjugation 안고 anko (phát âm: 안꼬 ankko) (as a rule, all verbs ending in -ㄴ다 (pronunciation: -ㄴ따 ntta) and -ㅁ다 (phát âm: -ㅁ 따 mtta) are nta and mta except for the present progressive verb ending -ㄴ다/-는다, mà là nda hoặc nŭnda)
- 올해 서른여덟입니다. Orhae sŏrŭnnyŏdŏrimnida.
- 좋은 choŭn, good